# کنترل داخلی

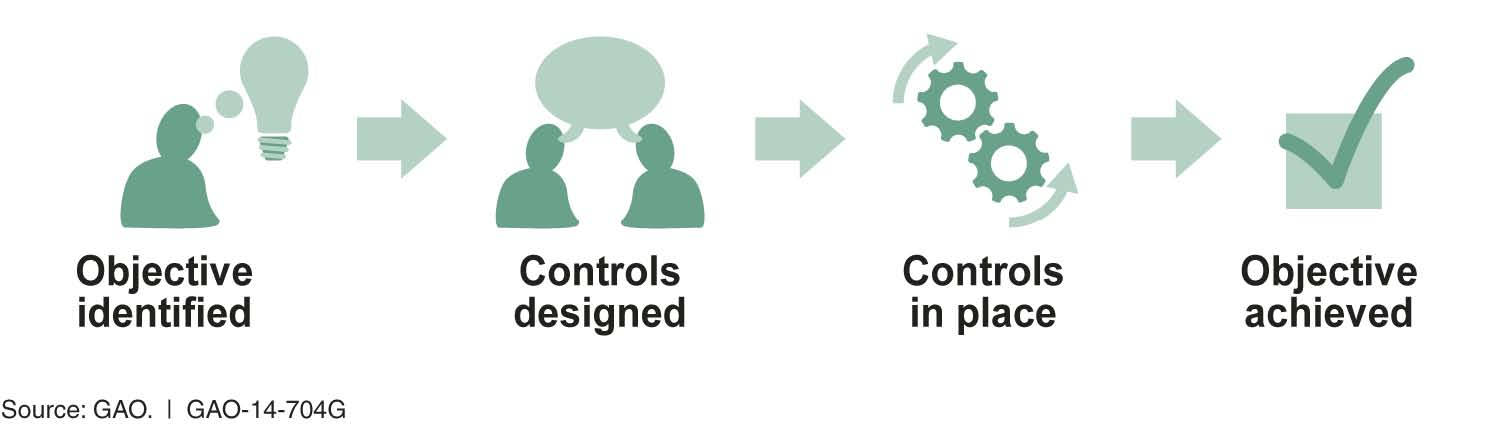
کنترل داخلی

طبق تعریف  توسط کارگروه سازمان‌های پشتیبان مالی کمیسیون تردوی (موسوم به COSO) - در نشریه کنترل داخلی-چارچوب یکپارچه - کنترل داخلی فرایندی است که برای فراهم کردن اطمینان معقول از دستیابی به سه گروه اهداف
1. اثربخشی و کارایی عملیات،
2. اتکاپذیری گزارشگری مالی، و
3. رعایت قوانین و مقررات لازم‌الاجرا

طراحی می‌شود، و توسط مدیران و کارکنان سازمان به اجرا در می‌آید. گروه اول به اهداف اساسی یک واحد اقتصادی شامل اهداف مرتبط با عملکرد، سودآوری، و حفاظت از دارایی‌ها اشاره دارد. گروه دوم، به فرایند تهیه و تنظیم گزارش‌های مالی اتکاپذیر برای مقاصد عمومی مربوط می‌شود. گروه سوم، نیز با رعایت قوانین و مقررات حاکم بر فعالیت‌های مختلف واحد اقتصادی سر و کار دارد. هر یک از این گروه‌ها ضمن این که جنبه‌های مشترکی دارند، به نیازهای متفاوتی می‌پردازند که زمینه‌های تمرکز صریح و دقیقی را برای برآورده ساختن نیازهای گوناگون به‌دست می‌دهند (به نقل از ویکی‌پدیای انگلیسی). 

انواع کنترل داخلی شامل عملیاتی و حسابداری نیز هستند.

## اجزای کنترل داخلی
طبق تعریف ارائه‌شده توسط کارگروه سازمان‌های پشتیبان مالی کمیسیون تردوی (موسوم به COSO) - در نشریه کنترل داخلی-چارچوب یکپارچه - کنترل داخلی از پنج جزء زیر تشکیل می‌شود (به نقل از ویکی‌پدیای انگلیسی):
1. محیط کنترلی
2. ارزیابی ریسک
3. فعالیت‌های کنترلی
4. اطلاعات و ارتباطات
5. پایشگری

## الزامات کنترل داخلی در ایران
- طبق ماده ۲۵ دستورالعمل پذیرش اوراق بهادار در بورس اوراق بهادار تهران(مصوب ۱ دی ۱۳۸۶، سازمان بورس و اوراق بهادار): «متقاضی پذیرش در بورس اوراق بهادار تهران باید فرم درخواست پذیرش خود را به پیوست مدارک ذیل این ماده در قالب فرم‌های بورس براساس تابلوی موردنظر، از طریق مشاور پذیرش به بورس تسلیم کند. یکی از این مدارک - بند ۱۵ این ماده - تاییدیه حسابرس دربارهٔ کفایت سیستم کنترل‌های داخلی شرکت است؛ به نحوی که این سیستم متضمن حفظ و رعایت حقوق و منافع سهامداران به صورت یکسان باشد».[۱]
- طبق ماده ۱۲ دستورالعمل کنترل‌های داخلی ناشران پذیرفته‌شده در بورس اوراق بهادار تهران و فرابورس ایران (مصوب ۱۶ اردیبهشت ۱۳۹۱، سازمان بورس و اوراق بهادار): «هیئت مدیره همه شرکت‌های پذیرفته‌شده در بورس اوراق بهادار تهران و فرابورس ایران مکلفند از استقرار و به‌کارگیری کنترل‌های داخلی مناسب و اثربخش به منظور دستیابی به اهداف شرکت اطمینان حاصل کنند. برای ایفای این مسئولیت، هیئت‌مدیره شرکت‌ها باید سیستم کنترل‌های داخلی را با توجه به چارچوب کنترل‌های داخلی ذکر شده در فصل دوم این دستورالعمل، حداقل به‌طور سالانه بررسی و نتایج آن را در گزارشی تحت عنوان گزارش کنترل‌های داخلی درج و افشا کنند.»[۲]